# Wojciech Wydra-Nawrocki
Wojciech Wydra-Nawrocki, także Wojciech Wydra (ur. 21 marca 1904 w Polskiej Wsi, zm. 3 lutego 1982 w Gnieźnie) – polski samorządowiec, pedagog, powstaniec wielkopolski, wiceburmistrz Nowego Tomyśla, Prezydent Gniezna, poseł II RP.

## Życiorys

### Młodość
Ojciec Walenty – maszynista kolejowy, matka – Stanisława zd. Woźnicka. Wojciech był najstarszym synem z siedmiorga rodzeństwa (miał 3 braci i 3 siostry). W rodzinnym domu silnie kultywowano tradycje polskości, co było powodem, że już jako kilkunastoletni chłopak, na wieść o wybuchu w grudniu 1918 w Wielkopolsce powstania, z bronią w ręku przyłączył do szeregów powstańczych w rejonie Kłecka.

### Okres międzywojenny

#### Nauka i praca
W Gnieźnie podjął naukę i uzyskał średnie wykształcenie, oraz uczęszczał na Wyższy Kurs Nauczycielski. W roku 1923 podjął pierwszą pracę nauczyciela w Pniewach. Władze oświatowe powierzyły mu, od 1930, stanowisko kierownika Powszechnej Szkoły Publicznej w Nowym Tomyślu. Młody wiek, stał się atutem w pracy oświatowej w trudnym przygranicznym miasteczku, o dużej liczbie obywateli narodowości niemieckiej. Wydra potrafił zintegrować polsko-niemiecką społeczność. Jako kierownik skutecznie zabiegał o budowę nowego obiektu szkolnego. Podjął studia na kierunku socjologia na Uniwersytecie Poznańskim, także ukończył Szkołę Podchorążych z mianowaniem, w 1929, do stopnia porucznika z przydziałem oficera rezerwy 58 Pułku piechoty. Władał biegle j. niemieckim i francuskim oraz w stopniu komunikatywnym: rosyjskim i czeskim.

#### Działalność społeczna i polityczna
W roku 1932 został wybrany do rady miejskiej Nowego Tomyśla, niezawodowo objął urząd wiceburmistrza, pełniąc go do chwili wybuchu wojny w 1939. Uczestniczył w wielu społecznych organizacjach. Był w Nowym Tomyślu prezesem:
- oddziału Powiatowego Związku Nauczycielstwa Polskiego,
- Związku Oficerów Rezerwy koło Nowy Tomyśl,
- Towarzystwa Popierania Budowy Szkół Powszechnych,
- Towarzystwa Czytelni Ludowych,
- sekretarz koła Ligi Morskiej i Kolonialnej,
- komendant Powiatowego Związku Strzeleckiego,
- kierownik sekretariatu Bezpartyjnego Bloku Współpracy z Rządem,
- wiceprzewodniczący Funduszu Obrony Narodowej.

Sympatyk marszałka Rydza-Śmigłego. Dwukrotnie ubiegał się o mandat poselski: w wyborach 1935, oraz w 1938. Udało mu się uzyskać mandat posła na Sejm V kadencji w wyborach 1938 z ramienia Obozu Zjednoczenia Narodowego, zdobywając w okręgu wyborczym nr 95 Poznań 48 883 głosów. W parlamencie był członkiem komisji budżetowej, gdzie m.in. usilnie zabiegał o właściwą rangę podstawowego nauczania powszechnego i zawodu nauczyciela.

### Okupacja niemiecka
W chwili ogłoszenia w sierpniu 1939 r, mobilizacji, Wojciech Wydra (mimo że jako poseł był z obowiązku służby wojskowej zwolniony) ochotniczo zgłosił się do wojska. Otrzymał przydział do dowodzonej przez gen. Franciszka Kleeberga Samodzielnej Grupy Operacyjnej „Polesie”, gdzie został dowódcą kompanii sztabowej. 25 września 1939 trafił do sowieckiej niewoli, ale szczęśliwym zbiegiem okoliczności został zwolniony. Przybył do Warszawy, zatrzymując się u jednej ze swoich sióstr. Zdobył fałszywe dokumenty na nazwisko Józef Nawrocki i przystąpił do organizacji konspiracyjnej. Zatrzymany podczas łapanki, 28 kwietnia 1940 został osadzony na Pawiaku, skąd został przewieziony do obozów w Sachsenhausen i Gusen, by ostatecznie trafić do obozu koncentracyjnego w Mauthausen, gdzie nadano mu numer obozowy 1049. W Mauthausen przebywał od 4 czerwca 1940 do chwili wyzwolenia obozu przez wojska amerykańskie 6 maja 1945. Po oswobodzeniu obozu, Wojciech Wydra-Nawrocki wspólnie z innymi byłymi więźniami, m.in. Józefem Putkiem (przewodniczący komitetu), Józefem Cyrankiewiczem (członek komitetu), założył Komitet Polski. Wydra-Nawrocki został wiceprzewodniczącym. Komitet podejmował współpracę z Międzynarodowym Czerwonym Krzyżem celem przygotowania byłych więźniów do jak najbardziej humanitarnego powrotu do Polski.

### Lata powojenne

#### Praca zawodowa
W 1945 r. po powrocie do kraju została mu powierzona funkcja przy Prezesie Rady Ministrów – Przewodniczącego Delegacji ds. Repatriacji Polaków z Obozów w Niemczech i Austrii. Misję tę skończył w październiku 1945. Podjął decyzję o powrocie w rodzinne strony.
W Kłecku zamieszkał w rodzinnym domu i zaangażował się w tworzenie spółdzielczości rolnej. Został prezesem Gminnej Spółdzielni. Władze Gniezna w 1950 r. zleciły mu stworzenie Miejskiego Przedsiębiorstwa Remontowo-Budowlanego; objął jego kierownictwo i prowadził do roku 1955. Otrzymał propozycję utworzenia przy Wojewódzkim Zakładzie Doskonalenia Zawodowego przy Izbie Rzemieślniczej w Poznaniu dział Szkolenia Zawodowego, głównie ukierunkowanego na wykształcenie rzemieślników o profilu budownictwa wiejskiego. Po przejściu na emeryturę w 1972 r., nadal w ograniczonym wymiarze czasowym angażował się w szkolenie.

#### Aktywność polityczna i społeczna
W Kłecku niemal natychmiast w pierwszych dniach swojego powojennego pobytu zaangażował się w działalność społeczną i samorządową. Został wybrany do Rady Miasta, a następnie Rady Powiatu Gnieźnieńskiego. W 1947 został wybrany przez radę miasta Gniezna Prezydentem Miasta Gniezna. Funkcję ten sprawował od 1947 do 1950, tj. do chwili ustawowej likwidacji tego urzędu.
W roku 1950 Wojciech Wydra-Nawrocki jako osoba ideologicznie podejrzana z powodu przedwojennej działalności oraz pracy jego siostry w ambasadzie USA w Warszawie, został pozbawiony członkostwa w PZPR i tym samym stracił możliwość zajmowania znaczących stanowisk. Nadal jednak uczestniczył w wielu lokalnych inicjatywach społecznych, m.in. pomagał w budowie szkoły, był jednym z aktywizatorów działalności Spółdzielni Mieszkaniowej, do końca swojego życia pozostawał aktywnym członkiem gnieźnieńskiego koła ZBOWiD.
W roku 1948 poślubił Apolonię z domu Dolata (1926–2015). Miał córkę Małgorzatę (ur. 1949) i syna Macieja (ur. 1951), oboje zostali absolwentami Politechniki Poznańskiej.
Zmarł nagle w swoim gnieźnieńskim domu. Pochowany został na Cmentarzu św. Krzyża w Gnieźnie (sektor Z-9-15).

## Ordery i odznaczenia
- Srebrny Krzyż Zasługi (10 listopada 1933)[10]
- Honorowa Odznaka Komendancka P. W. (19 marca 1936)